# Nationale Schwerpunkttempel des Buddhismus in han-chinesischen Gebieten
Nationale Schwerpunkttempel des Buddhismus in han-chinesischen Gebieten (漢族地區佛教全國重點寺院 / 汉族地区佛教全国重点寺院,  Hanzu diqu Fojiao quanguo zhongdian siyuan) sind buddhistische Tempel in der Volksrepublik China, die ursprünglich am 9. April 1983 in dem vom Staatsrat der Volksrepublik China bekanntgegebenen und in Kraft gesetzten Guowuyuan zongjiao shiwuju guanyu queding Hanzu diqu Fo-Daojiao quanguo zhongdian siguan de baogao (国务院宗教事务局关于确定汉族地区佛道教全国重点寺观的报告 "Bericht des Amtes für religiöse Angelegenheiten des Staatsrates über die Festlegung der nationalen (chinesischen) Schwerpunkttempel des Buddhismus und Daoismus in han-chinesischen Gebieten") dazu erklärt wurden. Diese hundertzweiundvierzig buddhistischen Tempel werden im Anhang des Berichtes als Nationale (chinesische) Schwerpunkttempel des Buddhismus in han-chinesischen Gebieten aufgelistet. Die Hervorhebung der Lage der Tempel in den Siedlungsgebieten der Han-Chinesen dient der Unterscheidung von buddhistischen Tempeln in den Siedlungsgebieten anderer Völker Chinas, z. B. der Tibeter, Mongolen, Dai, die anderen Kriterien unterliegen und jeweils andere, von denen der Han-Chinesen verschiedene buddhistische Traditionen pflegen.
Die folgende Liste ist nach Provinzen untergliedert. Die Orte und Tempel werden sowohl in Pinyin-Schreibung als auch in der chinesischen Originalschreibung wiedergegeben.

## Peking
- Guangji Si 广济寺
- Fayuan Si 法源寺
- Foya sheli ta 佛牙舍利塔
- Guanghua Si 广化寺
- Tongjiao si 通教寺
- Yonghe gong 雍和宫
- Xihuang si 西黄寺

## Tianjin
- Dabei yuan 大悲院

## Hebei
- Kreis Zhengding 正定县: Linji si 临济寺 (Linji tayuan 临济塔院)
- Chengde 承德市: Puning si 普宁寺

## Shanxi
- Taiyuan 太原市: Chongshan si 崇善寺
- Datong 大同市: Shanghuayan si 上华严寺
- Kreis Jiaocheng 交城县: Xuanzhong si 玄中寺
- Wutai Shan 五台山: Xiantong si 显通寺, Tayuan si 塔院寺, Pusa ding 菩萨顶, Shuxiang si 殊像寺, Luo si 罗寺, Jinge si 金阁寺, Guangzong si 广宗寺, Bishan si 碧山寺 (Guangji maopeng 广济茅蓬), Shifang tang 十方堂, Dailuo ding 黛螺顶, Guangyin dong 观音洞

## Liaoning
- Shenyang 沈阳市: Banruo si 般若寺
- Shenyang 沈阳市: Ci'en si 慈恩寺

## Jilin
- Changchun 长春市: Banruo si 般若寺
- Changchun 长春市: Dizang si 地藏寺
- Jilin 吉林市: Guanyin gusha 观音古刹

## Heilongjiang
- Harbin 哈尔滨市: Jile si 极乐寺

## Shanghai
- Shanghai Yufo si 上海玉佛寺
- Jing’an si 静安寺
- Shanghai Longhua si 上海龙华寺
- Chenxiang ge 沉香阁
- Yuanmingjiang tang 圆明讲堂

## Jiangsu
- Nanjing 南京市: Linggu si 灵谷寺
- Nanjing 南京市: Qixia si 栖霞寺
- Suzhou 苏州市: Xiyuan 西园 Jiezhuang si 戒幢寺
- Suzhou 苏州市: Hanshan si 寒山寺
- Suzhou 苏州市: Lingyanshan si 灵岩山寺
- Zhenjiang 镇江市: Jinshan 金山 Jiangtian si 江天寺 (Jiangtian chansi 江天禅寺)
- Zhenjiang 镇江市: Jiaoshan 焦山 Dinghui si 定慧寺
- Changzhou 常州市: Tianning si 天宁寺
- Changshu 常熟市: Yushan 虞山 Xingfu si 兴福寺
- Nantong 南通市: Guangjiao si 广教寺 (Dasheng si 大圣寺)
- Yangzhou 扬州市: Daming si 大明寺
- Hanjiang 邗江区: Gaoming si 高明寺
- Jurong 句容市: Longchang si 隆昌寺

## Zhejiang
- Hangzhou 杭州市: Lingyin si 灵隐寺
- Hangzhou 杭州市: Jingci si 净慈寺
- Ningbo 宁波市: Qita si 七塔寺
- Stadtbezirk Yinzhou 鄞州区: Tiantong si 天童寺
- Stadtbezirk Yinzhou 鄞州区: Ayuwang si 阿育王寺
- Kreis Xinchang 新昌县: Dafosi 大佛寺
- Putuo Shan 普陀山: Puji si 普济寺, Fayu si 法雨寺, Huiji si 慧济寺
- Kreis Tiantai 天台县: Guoqing si 国清寺 (Zhizhe tayuan 智者塔院 u. a.)
- Kreis Tiantai 天台县: Gaoming si 高明寺
- Kreis Tiantai 天台县: Fangguang si 方广寺
- Wenzhou 温州市: Jiangxin si 江心寺

## Anhui
- Hefei 合肥市: Mingjiao si 明教寺
- Anqing 安庆市: Yingjiang si 迎江寺
- Kreis Qianshan 潜山县: Qianyuan chansi 乾元禅寺
- Chuzhou 滁州市: Langye si 琅琊寺
- Wuhu 芜湖市: Guangji Si 广济寺
- Jiuhua Shan 九华山: Huacheng si 化城寺, Roushen dian 肉身殿, Baisui gong 百岁宫, Ganlu si 甘露寺, Zhiyuan si 祗园寺, Tiantai si 天台寺, Zhantan lin 旃檀林, Huiju si 慧居寺, Shangchan tang 上禅堂

## Fujian
- Fuzhou 福州市: Yongquan si 涌泉寺
- Fuzhou 福州市: Xichan si 西禅寺
- Fuzhou 福州市: Linyang si 林阳寺
- Fuzhou 福州市: Dizang si 地藏寺
- Kreis Minhou 闽侯县: Xuefeng 雪峰 Chongsheng si 崇圣寺
- Xiamen 厦门市: Nanputuo si 南普陀寺
- Putian 莆田市: Guanghua Si 广化寺
- Putian 莆田市: Nangshan Cishou si 囊山慈寿寺
- Putian 莆田市: Guangjiao si 光孝寺
- Fuqing 福清市: Wanfu si 万福寺
- Quanzhou 泉州市: Kaiyuan si 开元寺
- Jinjiang 晋江市: Longshan si 龙山寺
- Zhangzhou 漳州市: Nanshan si 南山寺
- Ningde 宁德市: Zhiti huayan si 支提华严寺

## Jiangxi
- Jiujiang 九江市: Nengren si 能仁寺
- Jiujiang 九江市: Donglin si 东林寺
- Kreis Yongxiu 永修县: Zhenru si 真如寺
- Ji’an 吉安市: Qingyuan Shan 青原山 Jingju si 净居寺

## Shandong
- Jinan 济南市: Qianfo Shan 千佛山 Xingguo chansi 兴国禅寺
- Qingdao 青岛市: Zhanshan si 湛山寺

## Henan
- Luoyang 洛阳市: Baima si 白马寺
- Dengfeng 登封市: Shaolin si 少林寺

## Hubei
- Wuhan 武汉市: Guiyuan si 归元寺
- Wuhan 武汉市: Baotong si 宝通寺
- Kreis Huangmei 黄梅县: Wuzu si 五祖寺
- Dangyang 当阳市: Yuquan si 玉泉寺

## Hunan
- Changsha 长沙市: Lushan si 麓山寺
- Changsha 长沙市: Kaifu si 开福寺
- Nan Yue 南岳 (Heng Shan-Nationalpark 衡山风景名胜区): Zhusheng si 祝圣寺, Fuyan si 福严寺, Nantai si 南台寺, Shangfeng si 上封寺

## Guangdong
- Guangzhou 广州市: Liurong si 六榕寺
- Stadtbezirk Qujiang 曲江区: Nanhua si 南华寺
- Kreis Ruyuan 乳源县: Yunmen si 云门寺
- Zhaoqing 肇庆市: Qingyun si 庆云寺
- Stadtbezirk Chaoyang 潮阳区: Lingshan si 灵山寺
- Chaozhou 潮州市: Kaiyuan si 开元寺

## Guangxi
- Guiping 桂平市 Xishi an 洗石庵

## Chongqing
- Stadtbezirk Yuzhong: Luohan si 罗汉寺
- Stadtbezirk Nan’an: Ciyun si 慈云寺
- Kreis Liangping 梁平县: Shuanggui tang 双桂堂

## Sichuan
- Chengdu 成都市: Zhaojue si 昭觉寺
- Chengdu 成都市: Wenshu yuan 文殊院
- Stadtbezirk Xindu 新都区: Baoguang si 宝光寺
- Leshan 乐山市: Wuyou si 乌尤寺
- Emei Shan: Baoguo-Tempel, Wannian-Tempel, Hongchun Ping, Xixiang Chi, Jinding

## Guizhou
- Guiyang 贵阳市: Hongfu si 宏福寺
- Guiyang 贵阳市: Qianming si 黔明寺

## Yunnan
- Kunming 昆明市: Yuantong si 圆通寺
- Kunming 昆明市: Qiongzhu si 筇竹寺
- Kunming 昆明市: Huating si 华亭寺
- Kreis Binchuan 宾川县 (Jizu Shan 鸡足山): Zhusheng si 祝圣寺, Tongwa dian 铜瓦殿

## Shaanxi
- Xi’an 西安市: Daci'en si 大慈恩寺
- Xi’an 西安市: Daxingshan si 大兴善寺
- Xi’an 西安市: Wolong si 卧龙寺
- Xi’an 西安市: Guangren si 广仁寺
- Stadtbezirk Chang’an 长安区: Xingjiao-Tempel 兴教寺
- Stadtbezirk Chang’an 长安区: Xiangji si 香积寺
- Stadtbezirk Chang’an 长安区: Jingye si 净业寺
- Kreis Hu 户县: Caotang si 草堂寺

## Ningxia
- Yinchuan 银川市: Haibao tasi 海宝塔寺

## Quelle
- Guoyuan pizhuan Guowuyuan Zongjiao shiwuju guanyu queding Hanzu diqu Fo-Daojiao quanguo zhongdian siguan de baogao de tongzhi